# Pont Poudrier
Le pont Poudrier, ou Prašný most en tchèque, est l'un des ponts de Prague, en Tchéquie. Il franchit le fossé aux Cerfs entre l'angle nord-ouest de l'enceinte du château de Prague et le Jardin royal.